# Monte Crociglia
Il monte Crociglia (1.578 m s.l.m.) è una montagna dell'Appennino ligure.